# Сотенсько-под-Калобєм
Сотенсько-под-Калобєм (словен. Sotensko pod Kalobjem) — поселення в общині Шентюр, Савинський регіон, Словенія. 
Висота над рівнем моря: 309,1 м.